# Jamie Adjetey-Nelson

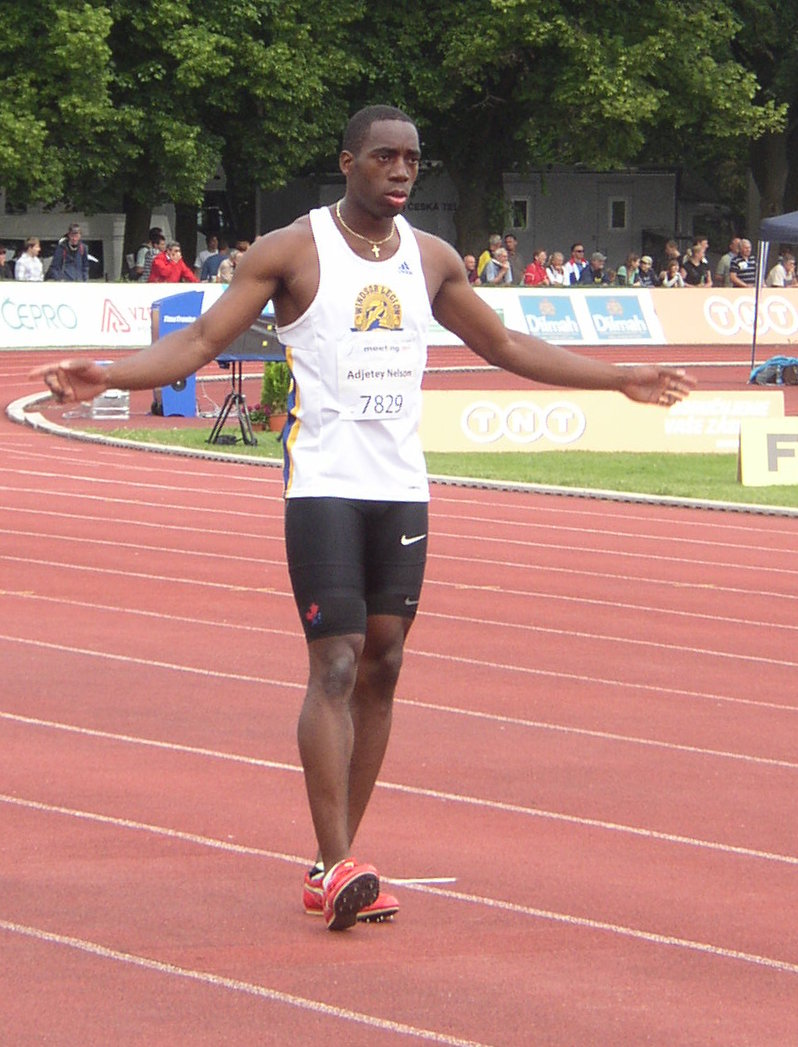
Jamie Adjetey-Nelson in Kladno, 2010

Jamie Adjetey-Nelson (* 20. Mai 1984 in Scarborough, Ontario) ist ein kanadischer Zehnkämpfer.
2009 gewann er Bronze bei den Spielen der Frankophonie. Im Jahr darauf wurde er Kanadischer Meister und siegte bei den Commonwealth Games in Delhi.
Bei den Leichtathletik-Weltmeisterschaften 2011 in Daegu gab er nach der zweiten Disziplin auf.
Seine persönliche Bestleistung von 8239 Punkten stellte er am 16. Juni 2010 in Kladno auf.